# Tiffany & Co.
Tiffany & Co. (познатије као Тифани) је луксузна америчка продавница накита и уникатних производа која се налази у власништву компаније Моет Хенеси – Луи Витон (ЛВМХ) са седиштем у Њујорку. Продаје накит, стерлинг сребро, кинески порцелан, кристал, прибор за писање, парфеме, боце за воду, сатове, мале личне одевне предмете и кожну галантерију. Једна је од водећих компанија која диктира модне трендове. Тифани је позната по својој луксузној роби, а посебно по дијамантском и стерлинг сребрном накиту. Ови производи се продају у Тифани радњама, путем наруџбина и као промотивни поклони највернијим купцима.
Тифани је основао 1837. године златар Чарлс Луис Тифани и постала је позната почетком 20. века под уметничим вођством његовог сина Луис Комфорт Тифанија. Компанија руководи малопродајним местима у Америци, Азији – Пацифику, Јапану, Европи и Уједињеним Арапским Емиратима. У 2018. години, Тифани је имала 93 продавнице у САД и 321 продавницу широм света; нето продаја је износила 4,44 милијарде долара.
Тифани руководи са 326 продавница широм света у земљама попут Сједињених Америчких држава, Јапана, Канаде, европских земаља, као и регионима Латинске Америке и Пацифичке Азије.

## Историја

### Оснивање
Основали су је 1837. године Чарлс Луис Тифани и Џон Б. Јанг у Бруклину, Конетикату, као „продавницу канцеларијске и скупе робе“, уз помоћ оца Чарлса Тифанија који је продавницу финансирао са само 1000 долара. Продавница је првобитно продавала широки спектар канцеларијских предмета и пословала је као „Tiffany, Young and Ellis“ од 1838. године на адреси 259 Бродвеј у Доњем Менхетну. Име је скраћено на Tiffany & Company 1853. године, када је Чарлс Тифани преузео контролу и ставио производњу накита у први план. Компанија је од тада отворила продавнице у већим градовима широм света. За разлику од осталих продавница из тог доба, 1830-их, Тифани је јасно поставио цене своје робе да би спречио било какве преваре. Поред тога, насуптрот друштвеним нормама тог доба, Тифани је искључиво примао готовинске исплате и није дозвољавао куповину на кредит. Такав начин рада (фиксне цене за готовину) је први пут увео Palmer's of London Bridge 1750. године.

### „Плава књига“ и Грађански рат
Први Тифани каталог који се могао добити путем поште, познатији као „Плава књига“ (енг. Blue Book) је објављен 1845. године у Сједињеним Америчким Државама (САД), а објављивање каталога се наставља и у 21. веку. Године 1862. Тифани је снабдевао америчку војску мачевима (Модел 1840 Кавалри Сабер), заставама и хируршким инструментима. Године 1867. Тифани је прва америчка фирма која је освојила награду за изврстан квалитет сребрног прибора на Међународној изложби одржаној у Паризу. Године 1868. Тифани је инкорпориран.

### „Позлаћено доба“
Компанија је 1870. године изградила нову продавницу на адреси 15 Јунион Сквер Вест, на Менхетну, коју је пројектовао Џон Келум, а коштала је 500.000 долара. Описана је у Њујорк Тајмсу као „палата накита“. Тифани се задржао на овој локацији до 1906. године.
Године 1877. ознака „NY“ која ће постати лого безбол тима Њујорк јенкији, Тифани је угравирала на полицијску медаљу части; Јенкији су прихватили лого 1909. године. Године 1878. Тифани је освојио златну медаљу за накит и први награду за сребрне предмете на изложби у Паризу. Године 1879. Тифани је купио један од највећих жутих дијаманата на свету који је постао познат као Тифани Дијамант. Тифани Дијамант су носиле само две особе, од којих је једна била Одри Хепберн за промоцију филма „Доручак код Тифанија“. Године 1887. Тифани је купила француски крунски накит, који је привукао пажњу јавности и додатно учврстило повезаност марке Тифани са висококвалитетним дијамантима. Компанија је ревидирала Велики печат Сједињених Држава 1885. године. Године 1902. након смрти Чарлс Луис Тифанија, његов син, Луис Комфорт Тифани, је постао први званични директор дизајна у компанији. Године 1905. водећа продавница у Менхенту је пресељена на нову локацију, на углу 37. улице и Пете Авеније, где се задржала 35 година.

### 1900-1999
Компанија Тифани током своје дуге историје, не само да је продавала најквалитетније дијаманте, већ је представила и многе, до тада непознате, драгуље у боји. Тифани је 1902. године открио кунзит, љубичасто-ружичасти драгуљ који је пронађен у Калифорнији, назван по Тифанијевом угледном гемологу Џорџ Фредерик Кунзу. Године 1910. морганит је ископан на Мадагаскару и добио је назив по Тифанијевом највернијем купцу, банкарском тајкуну, Џон Пиерпонт Моргану. Уследило је више открића попут танзанита и тсаворита.
Године 1919. компанија је извршила ревизију Медаље части у име Министарства америчке морнарице. Ова верзија „Тифани Крста“ била је ретка јер је додељивана само за борбу и била је заснована на претходном дизајну за неборбене награде. Године 1942. Морнарица је установила и Тифани верзију медаље за неборбено херојство, али је у августу 1942. године Морнарица елиминисала Тифани Крст и систем са две медаље.
Године 1956. легендарни дизајнер Џин Шламбрже придружио се Тифанију, а Енди Ворхол је сарађивао са компанијом на стварању Тифани празничних честитки (у периоду око 1956 -1962). Године 1968. Лејди Бирд Џонсон, прва дама САД, унајмила је Тифани да дизајнира посуђе од кинеског порцелана за Белу кућу које је садржало 90 цветова.
Новембра 1978. године, Тифани је продата компанији Avon Products Inc. за приближно 104 милиона америчких долара. Међутим, у чланку магазина Њузвик из 1984. године, Тифани из Пете Авеније је упоређена са продавницом Macy's током распродаја, због великог броја јефнитих артикала у продаји; штавише, купци су се жалили на пад квалитета и услуге. У августу 1984. године Avon је продао Тифани групи инвеститора на челу са Вилијам Р. Шанејом за 135,5 милиона долара у готовини. Тифани је поново појавила у јавности 1987. године и прикупила око 103,5 милиона долара од продаје 4,5 милиона акција.
Услед рецесије 1990-1991. године у Сједињеним Државама, Тифани је ставио нагласак на масовну трговину. Покренута је нова кампања која је нагласила како Тифани може бити доступна свима; на пример, компанија је рекламирала дијамантско вереничко прстење по почетној цени од 850 долара. Брошуре „Како купити дијамант“ послате су на адресе 40.000 људи, који су бесплатно позивали број, намењен широј јавности. Међутим, да би задржали статус компаније луксузне робе, слике које представљају најновију моду и стил су остале изложене у Тифани радњама.
Тифани је поставио тиркизну боју као свој заштитни знак 1998. године.

### 2000те
Фондација Тифани основана је 2000. године ради давања бесповратних средстава непрофитним организацијама које раде у областима уметности и заштите животне средине. У јуну 2004. године компанија Тифани је тужила интернет продавницу e-Bay, тврдећи да је потоња зарађивала од продаје фалсификованих Тифани производа. Mеђутим, компанија је изгубила и на суђењу и након жалби по пресуди.
Године 2001.  компанија Тифани се удружила са компанијом Pantone како би креирали „1837 Блу" (енг. 1837 Blue) , инспирисану ранијом нијансом тифани плаве боје.
Компанија Тифани је 2002. године основала своју подружницу Laurelton Diamonds како би управљали светским ланцем добављача дијаманата за Тифани.
У 2009. години најављена је сарадња са јапанским мобилним оператером SoftBank. Заједно су дизајнирали ограничену серију од десет примерака мобилних телефона од којих је сваки имао више од 400 дијаманата, укупне вредности око 20 карата (4.0 г). Сваки мобилни телефон је коштао више од 100 милиона јена (£ 781,824).
Такође, 2009. године, компанија је лансирала своју колекцију кључева под називом „Tiffany Keys Collection".

### 2010те
Извештај у медијима почетком јула 2013. године открио је да је бивша потпредседница kомпаније Тифани,  Ингрид Ледерхас-Окун ухапшена и оптужена за крађу дијамантских наруквица, минђуша и другог накита у вредности од више од 1,3 милиона долара. У складу са резултатима истраге Федералног суда са Менхетна, подигнута је службена оптужница против Ингрид Ледерхас-Окун за „низ повезаних превара и кријумчарење украдене имовине преко границе".
Колекција „Tiffany T", коју је дизајнирала Франческа Амфитеатроф, представљена је 2014. године.
У фебруару 2017. године компанија Тифани је саопштила да је након 22 месеца одлучила да отпусти генералног директора Фредерика Куменала, оптужујући га за слабе резултате продаје. Привремено га је заменио дугогодишњи директор компаније, Мајкл Ковалски. Непосредно пред свој нагли одлазак, Куменал је именовао дизајнера компаније Coach, Рида Кракофа за новог главног уметничког директора компаније. Иако Кракоф није имао искуства у дизајну накита, његов претходни успех са кућом Coach и „дубоко разумевање престижног америчког дизајна" довели су до његовог именовања, уз наду да ће Кракоф успети да освежи имиџ бренда.
У априлу 2017. компанија је лансирала своју колекцију одеће „Tiffany HardWear".
У јулу 2017. објављено је да ће Алесандро Бољоло, дугогодишњи дизајнер компаније Bvlgari, преузети место генералног директора. Под његовим вођством, у Тифанију се очекивало да ће успети да зауставе пад продаје и да ће привући млађу публику.
Компанија Тифани је у новембру 2017. године отворила кафић  у Њујорку под називом „Тhe Blue Box Cafe". Такође, у новембру 2017. године покренула је линију за унутрашње уређење куће под називом „Home & Accessories".
У марту 2018. године компанија је отворила нови продајни атеље од 17.000 квадрата под називом „Jewelry Design and Innovation Workshop".
У мају 2018. године Тифани је лансирала своју колекцију „Paper Flowers Collection",  коју је дизајнирао Рид Кракоф.
У септембру 2018. године ова колекција је лансирана и у Азији. Истог месеца, компанија је представила нови власнички дизајн вереничког прстења под називом „Тhe Tiffany True" .
У августу 2019. године Тифани је покренула своју прву колекцију накита за мушкарце. Линију је дизајнирао и развио Рид Кракоф.
У октобру 2019. године, Тифани је отворила изложбу нових брендова  у Шангају, у Кини, под називом „Vision & Virtuosity". Касније истог месеца, компанија је уклонила оглас са интернета након што је оптужена да тиме подржава протесте у Хонг Конгу 2019. године и да потенцијално угрожава своје пословање у Кини.
У новембру 2019. године ЛВМХ је најавио куповину компаније Тифани за 16,2 милијарде долара, 135 долара по акцији. Очекивало се да ће се споразум закључити до јуна 2020.
Тифани је отворила своју прву продавницу у Њу Делхију, у Индији 3. фебруара 2020. године.

## Продавнице
Од 1940. године главна продавница Тифани послује на углу Пете авеније и 57. улице на Менхетну у Њујорку. Препознатљиви полирани гранитни екстеријер познат је по својим прозорима, а продавница је била локација за снимање бројних филмова, укључујући „ Доручак код Тифанија “ са Одри Хепберн и „ Алабама, слатки доме “ са Рис Видерспун у главној улози. Бивша зграда компаније Тифани у 37. улици налази се у америчком Националном регистру историјских места. 
Када је 1990. године отворена продавница Тифани на тргу Фаирфакс у Вирџинији, са 13.500м² малопродајног простора постала је највећи продајни простор компаније изван Њујорка.
У Француској се продавнице Тифани налазе у Паризу у чувеним улицама Rue de la Paix и Avenue des Champs Elysées (која је уједно и највећа продавница у Европи), али и у чувеним робним кућама Galeries Lafayette и Printemps, затим на терминалу 2 на аеродрому Шарл де Гол (две продавнице) и на француској ривијери у Ници.
У Великој Британији, продавнице Тифани налазе се у терминалу 5, на лондонском аеродрому Хитроу (отворена крајем марта 2008. године), у лондонском тржном центру Вестфилд у улици Олд Бонд насупрот улаза у Бурлингтон Гарденс, а у Манчестеру на Селфриџис Скверу. Главна продавница у Ирској отворена је у робној кући Brown Thomas, у улици Графтон (Даблин), у октобру 2008. године и друго је по величини продајно место компаније Тифани у Европи. Такође у октобру 2008. године, Тифани је отворио продавницу у Мадриду и донео чувени жути дијамант Тифани на отварање.
У Аустралији се главна продавница компаније Тифани налази у Мелбурну у улици Колинс која је отворена још 1996. године. Остале продавнице се налазе у тржном центру Чедстоун у Мелбурну; у Сиднеју (улица Каслреј, тржни центар Вестфилд Бонди Џанкшн и DFS галерија у улици Џорџ); Бризбејну (тговински центар Квинс Плаза) и у Перту (улица Кинг).
У Јапану, главна продавница компаније Тифани је смештена је у Гинзи. Отворена је 2009.године. Такође, имају велику продавницу у Шинџуку, која је отворена 2014. и на многим другим филијалама.
8. марта 2001. године, компанија Тифани је покренула своју прву латиноамеричку продавницу у Сао Паулу у Бразилу, која се налази у познатом тржном центру Игуатеми Сао Паоло. Компанија је отворила и другу продавницу 20. октобра 2003, у близини познате улице Оскар Фијер. Последња продавница је отворена у Бразилији у септембру 2013. године, тако да сада Тифани има своје продавнице у Сао Паулу, Рио де Жанеиру и Бразилији .
Године 2004. компанија Тифани је створила ланац продавница посвећених накиту који је израђен искључиво од бисера и назвала га „Iridesse". Компанија је отворила 16 продавница на Флориди, Њу Џерзију, Њујорку, Пенсилванији, Калифорнији, Илиноису, Масачусетсу и Вирџинији. Међутим, ланац продавница је све време пословао са губитком, а компанија је почетком 2009. године објавила да ће, упркос уверењу да је то била добра идеја – добар концепт, затворити  „Iridesse" због финансијске кризе 2007-2008.
Компанија Тифани је 2006. године објавила да су најпрофитабилније продавнице оне које се налазе на Јужној обали Плазе у Коста Меси у Калифорнији, а потом следе продавница у Њујорку, продајна места у Бостону, Масачусетсу (Коплеј Плејс) и тржни центар Ала Моана у граду Хонолулу на Хавајима.
Компанија Тифани је најавила поновно отварање продавнице у Куала Лумпуру у Малезији и то у септембру 2007. године, да би се поклопило са отварањем тржног центра. Продавница има 160м² продајног простора и идентичан декор као и главна продавница компаније у Њујорку. Касније те године отворене су и друге продавнице у САД, попут колекције у Натику, затим у Масачусетсу, која је отворена у септембру 2007. године, коцкарнице Мохеган Сан Ерика, у Конектикату и тржног центра у Провиденсу, на Роуд Ајленду, обе отворене у новембру 2007. године.
На дан 31. јануара 2007. компанија је управљала са 64 продавнице у САД, са укупном продајном површином од око 486.000 бруто квадратних метара, као и 103 међународне продавнице, које укупно имају око 306.000 бруто квадратних метара.
Ширење компаније настављено је 2011. године отварањем продавница на Костарики Мултиплаза у месту Есказу и у Ричмонду у Вирџинији, 9. септембра 2011.
У новембру 2012. компанија је пословала у 22 земље, а њена светска нето продаја достигла је 3,6 милијарди долара у 2011. години. Преко 50% продаје компаније у 2011. години остварено је у САД.
На дан 31. јануара 2014.године компанија је управљала са 121 продавницом у Америци, са 72 у азијско-пацифичкој регији, са 54 у Јапану, 37 у Европи и са 5 продавница на тзв. “тржиштима у настајању”. Укупно 298 продавница имају 1.165.700 бруто малопродајних квадрата. Главна продавница компаније Тифани у Њујорку имала је 45.500 бруто малопродајних квадрата и представљала је 8% нето продаје компаније у фискалној години која се завршила 31. јануара 2014.године . Компанија је планирала да се настави са ширењем у 2014. години отварањем велике продавнице у Боготи у Колумбији.
2018. године, компанија Тифани је располагала са 93 продавнице у САД и 321 продавницом широм света, укључујући (на дан 31. јануара 2017) 55 продавница на разним локацијама у Јапану и 85 у азијско-пацифичкој регији. Нето продаја у 2018. години износила је 4,44 милијарде долара.

## Производња
Производни погони компаније производе око 60% продате робе - биланс, укључујући ружичасто злато и готово све предмете који нису накит, које долази из других иностраних компанија. Тифани надгледа значајну америчку производну базу, односно накит и робу од сребрa произведену у Маунт Вернон, Њујорк; већина у Камбрленд, Роуд Ајданд; и Лексингтон, Кентаки, док се сребро производи у Роуд Ајланду. Друге подружнице компаније, које се налазе у објектима изван Сједињених Држава, обрађују, режу и полирају дијаманте.
Компанија ће у будућности можда повећати проценат интерно произведеног накита, али није очекивано да ће Тифани икада произвести све своје потребе. Неки од кључних фактора које је менаџмент размотрио пре одлуке о укључивању стране производње: квалитет производа; бруто маржа; приступ или савладавање различитих вештина и технологија израде накита; подршка алтернативним капацитетима; и трошкове капиталних инвестиција.

## Рекламирање
Након првобитног објављивања Тифани каталога „Плава књига“ 1845. године, Тифани је наставио да користи свој каталог као део своје рекламне стратегије. Тифани каталог, један од првих каталога штампаних у боји, остао је бесплатан до 1972. Тифани каталози који служе за куповину производа путем наруџбине доспели су до 15 милиона људи у 1994. години. Тифани такође производи поклон каталог сваке године, а највернији купци купују Тифани производе за пословне поклоне, награде за запослене и признања за разна достигнућа, као и за подстицаје купаца. Тифани и даље производи претплатнички каталог, али фокус њене рекламне стратегије више није на каталогу.
Поред каталога наручених путем поште, Тифани се рекламира на многим другим локацијама, укључујући аутобуске станице, часописе и новине и интернет. Тифани редовно поставља огласе у часописима попут Венити Фер, Њујорк Тајмс, Архитектурал Дајџест, Мани, Конд Нест Тревлер, Блек Ентерпрајз и Текас Мантли. Појавом нових технологија, Тифани поставља рекламе на банерима у мобилној апликацији Њујорк Тајмса за Ајфон, помоћу које корисник може бесплатно преузети апликацију Тифани. У јануару 2015. покренули су прву кампању истополних парова икада.
Тифани се 2017. године удружила са америчком поп звездом Лејди Гагом у рекламној кампањи којом је промовисала колекцију под називом „HardWear“. Објава о колекцији је била Супербоул реклама пре самог наступа Лејди Гаге на полувремену.
У мају 2018. године Тифани се удружила са Спотифајем поводом Тифанијеве кампање „Believe in Dreams“ и колекције „Paper Flowers“, издавши препев песме „Moon River“ од стране Ел Фенинг и репера АСАП Ферг на сервисима за слушање и пуштање музике.
Тифани се 2019. године удружила са америчком звездом Кендал Џенер ради промоције пролећне модне линије.

## Производи

### Дијаманти
Џорџ Фредерик Кунз (1856-1932), Тифанијев гемолог, постао је кључни фактор у међународном усвајању метричког карата као стандарда тежине за драгуље, а Тифанијеви стандарди за стерлинг и платину су усвојени као амерички стандарди. Тифани Жути Дијамант (128.54 карата (25.708 г.)) је обично изложен у њиховој водећој продавници у Њујорку.
Године 1886. оснивач Чарлс Тифани израдио је дизајн вереничког прстена под именом „Tiffany Setting“, у којем шест кракова држи дијамант уздигнутим од самог „круга“ прстена, како би се сам дијамант што боље нагласио. 

Познате америчке породице попут Астора, Вандербилтса, Поста, Хатона и Моргана носиле су Тифанијев дизајн. Спортисти, холивудске звезде и европско племство су такође постали Тифанијеви купци. Међутим, као и други трговци дијамантима, Тифани спроводи строгу политику против откупа дијаманата проданих у својим продавницама. У 1978. години, женска муштерија у Њујорку је одбијена након што је покушала да врати дијамантски прстен који је две године раније купила у Тифани продавници за 100.000 долара. Пишући за часопис Атлантик 1982. године, Едвард Џеј Епстин објаснио је разлог такве политике:
Малопродајни златари, посебно престижне продавнице Пете Авеније, радије не откупљују дијаманте од својих купаца, јер би се цена коју би понудили вероватно сматрала смешно ниском ... Већина златара би радије да не даје муштерији понуду која би се могла сматрати преваром, вређањем и такође може поткопати опште познату чињеницу да дијаманти с временом повећавају своју вредност. Штавише, пошто малопродајни трговци добијају своје дијаманте за вереничко прстење од велетрговаца, које притом не морају да плате док их не продају, не би ризиковали сопствени новац приликом откупа дијаманата од купаца. Уместо да купцима нуде само део онога што су платили за дијаманте, малопродајни златари готово увек препоручују својим клијентима фирме које су се специјализовале за куповину дијаманата „на мало“. 
Године 2019. директор Тифани Алесандро Бољоло најавио је да ће 2020. године компанија постати транспарентна у вези са земљом или регионом порекла новоизбављених и појединачно регистрованих дијаманата.

### Драгуљи у боји
Тифани нуди накит састављен од великог броја драгуља у боји, укључујући драгуље попут тсаворита, кунзита и морганита. У фебруару 2015. године, тиркизна и аквамаринска крагна коју је дизајнирала Франческа Амфитеатроф, Тифанијева директорка дизајна, а коју је носила Кејт Бленчет на додели Оскара 2015. године, успешно је парирала накиту од белог дијаманта који су носиле друге звезде.

### Парфеми
Крајем осамдесетих, Тифани је започела производњу парфема. „Tiffany“ за жене лансиран је 1987. године, парфем са цветном нотом за жене од парфимера Франци Демахи. По цени од 220 долара по унци, „Tiffany“ сe успешно пласирао у великим робним кућама широм Сједињених Држава.  Две године касније, „Tiffany for Men“ је лансиран 1989. године, а развио га је парфимер Жак Полж. Бочице и за мушки и за женски мирис дизајнирао је Пјер Динанд. Године 1995. Тифани је лансирала парфем „Trueste“ за жене, који је касније укинут. Тифани и дан данас да производи парфеме и за жене и за мушкарце за сваку прилику.
Октобра 2019. године Тифани је лансирала нову линију парфема „Tiffany & Love“.

## Галерија
- Сребни чајник
- Посуђе од кинеског порцелана направљено по наруџбини Лејди Бирд Џонсон за Белу кућу
- Комплет за чај направљен 1877. године који се чува у Музеју уметности у Бирмингему
- Изрезбарена жаба за излагање на Међународној изложби у Паризу 1900. године
- Дијамантска огрлица, направљена 1904. године
- Брош од емералда, направљен 1950. године